# Lawrence (Massachusetts)
Lawrence is een plaats (city) in de Amerikaanse staat Massachusetts, en valt bestuurlijk gezien onder Essex County.

## Demografie
Bij de volkstelling in 2000 werd het aantal inwoners vastgesteld op 72.043.
In 2006 is het aantal inwoners door het United States Census Bureau geschat op 70.662, een daling van 1381 (-1.9%).

## Geografie
Volgens het United States Census Bureau beslaat de plaats een oppervlakte van
19,2 km², waarvan 18,0 km² land en 1,2 km² water. Lawrence ligt op ongeveer 29 m boven zeeniveau.

## Plaatsen in de nabije omgeving
De onderstaande figuur toont nabijgelegen plaatsen in een straal van 16 km rond Lawrence.

## Geboren in Lawrence
- Fred Tootell (1902-1964), atleet
- Thelma Todd (1905-1935), actrice
- Leonard Bernstein (1918-1990), componist, dirigent, pianist en muziekpedagoog
- Leo Penn (1921-1998), acteur
- Joe Perry (1950), gitarist en componist (Aerosmith)
- Sully Erna (1968), vocalist en gitarist (Godsmack)